# Valéri Tsepkalo
Valiéry Tsapkala
Valéri Williamovitch Tsepkalo (en russe : Валерий Вильямович Цепкало ; en biélorusse : Валерый Вільямавіч Цапкала, Valiéry Williamavitch Tsapkala), né le 22 février 1965, est un homme d'affaires et homme politique biélorusse. Ambassadeur de la Biélorussie dans divers pays, fondateur du Parc de haute technologie de Biélorussie (en),, principal technopôle dédié aux technologies de l’information en Europe centrale et de l’Est, il tente de se présenter à l'élection présidentielle biélorusse de 2020 contre le président Alexandre Loukachenko, mais sa candidature est invalidée par les autorités.

## Biographie
Valéri Tsepkalo naît à Hrodna le 22 février 1965 dans une famille d’ingénieurs chimistes. Il intègre en 1982 l'université technologique d'État de Biélorussie (en) à Minsk, où il poursuit ses études jusqu’en 1984. De 1984 à 1986 il effectue son service militaire dans les forces des fusées stratégiques de la fédération de Russie. Il étudie ensuite à l’Institut d'État des relations internationales de Moscou (rattaché au Ministère des affaires étrangères de l’Union soviétique), dont il est diplômé cum laude en 1991. Il y poursuit un cursus de troisième cycle, donne des conférences, et obtient son doctorat en droit international, également cum laude.

## Carrière

### Carrière politique et diplomatique
Valéri Tsepkalo commence sa carrière diplomatique en 1991 à l’ambassade de l’URSS en Finlande. Après la dissolution de l’Union soviétique, il choisit de rentrer en Biélorussie et obtient un poste au ministère des affaires étrangères de Biélorussie en 1992. De 1993 à 1994, il est conseiller en politique étrangère auprès du président du Conseil suprême de Biélorussie, Stanislaw Chouchkievitch. Ce dernier le décrira par la suite comme professionnel et fin psychologue, et se souviendra de l’aide qu’il lui apportera après sa disgrâce. Tsepkalo devient ensuite conseiller du secrétaire exécutif de la Communauté des États indépendants,.
Durant la campagne pour l'élection présidentielle biélorusse de 1994, Tsepkalo rejoint le camp d’Alexandre Loukachenko, aux côtés de Viktar Hantchar, Léanid Sinitsyne, Alexandre Fédouta et Ioury Zakharanka. Certains analystes décriront par la suite Loukachenko comme « un outsider, ancien gestionnaire agricole, perçu comme un homme du peuple, qui l’emporta de manière inattendue sur un pilier de l’ancienne élite communiste ». Tsepkalo est l’un de ses directeurs de campagne. Il organise la visite de Loukachenko à la Douma et sa rencontre avec des membres du parti libéral-démocrate de Russie afin d’accroître sa crédibilité politique.
Après la victoire de Loukachenko en 1994, il est nommé premier vice-ministre aux affaires étrangères. De 1997 à 2002, il est ambassadeur extraordinaire et plénipotentiaire de la république de Biélorussie aux États-Unis et au Mexique. Après son service diplomatique, il est nommé assistant du président de la République de Biélorussie dans les domaines scientifique et technologique.

### Création du Parc de haute technologie
Durant son service diplomatique aux États-Unis, une visite de la Silicon Valley lui donne l’idée d’établir un technopôle similaire en Biélorussie. Impressionné par l’efficacité d’une telle organisation, stimulante pour le développement du secteur des hautes technologies, et inspiré par la réussite des entreprises biélorusses implantées aux États-Unis, Tsepkalo crée en 2005 le Parc de haute technologie de Biélorussie (en) dans le but de contenir le départ à l’étranger des spécialistes du domaine,.
Il convainc les autorités de créer une zone franche pour les entreprises de hautes technologies et leurs employés. Le gouvernement lui attribue un immeuble abandonné à la périphérie de Minsk, ainsi qu’un prêt d’un an de 300 000 dollars à 17 % d’intérêts.
Un décret sur le Parc de haute technologie est signé le 22 septembre 2005, assurant des bénéfices aux entreprises du secteur et le principe d’extraterritorialité de son fonctionnement.
Entre 2006 et 2017, le nombre de compagnies liées au technopôle passe de 4 à 237, celui des employés de 2 506 à 32 598, et le chiffre d’affaires de 21 à 1 025 millions de dollars. Sur la même période, la Biélorussie gagne 41 places au classement de l’Union internationale des télécommunications.

## Licenciement
Valéri Tsepkalo est démis de ses fonctions à la présidence du Parc par un décret du 2 mars 2017. Il lui est reproché le manque d’entreprises du secteur informatique, une excessive sélectivité des entreprises associées au technopôle ainsi qu’un recours massif à la sous-traitance. Tsepkalo se justifie en arguant du caractère toujours délicat du lancement d'un projet. Après son départ, la nouvelle direction se concentre sur la croissance statistique et accepte au sein du Parc plus de 200 nouvelles entreprises en 2018,,.

### Après le Parc de haute technologie
En 2018, Tsepkalo s’investit dans le développement du Centre d'innovation de Mirzo Ulughbek, en Ouzbékistan, après avoir consulté les gouvernements d’Azerbaïdjan et de Géorgie sur leur législation relative aux technologies de l’information. Il prend également part à un important projet en Arabie saoudite, toujours dans le domaine de l'information et de la communication. Il est membre du GAID (en) et conseiller auprès du secrétariat général des Nations-Unies dans le domaine de la sécurité informatique.
Il fonde en 2018 une encyclopédie en ligne, Prabook, une base de données biographique en ligne avec des biographies de personnalités créées par des utilisateurs. Elle est développée et maintenue par la société new-yorkaise The World Biographic Encyclopedia, Inc[réf. souhaitée].

## Campagne présidentielle de 2020
Le 8 mai 2020, Valéri Tsepkalo se présente comme candidat à l'élection présidentielle en Biélorussie.
Il donne le coup d’envoi de sa campagne par cette déclaration : « Je souhaite restaurer le respect pour tous les citoyens de Biélorussie. Je souhaite rendre le respect à chacun, peu importe qui vous êtes, votre âge ou votre état de santé. Je souhaite rendre une attitude respectueuse à tout le peuple de notre pays. » Il aborde lors d’une conférence de presse certains des problèmes du pays : « Le plus grand danger pour la Biélorussie est le manque d’efficacité de son économie, son système gouvernemental archaïque, et la pauvreté. Il est plus que temps de rejeter une gouvernance obsolète où l’humeur d’une personne détermine l’orientation de toute la nation, chaque jour. Il est temps de rendre le pouvoir au peuple biélorusse ».
Il déclare également au magazine Wired : « Je souhaite que la Biélorussie soit considérée comme un pays européen normal, où le Parlement traduit les intérêts du peuple dans sa diversité, et non la vision d’un seul homme. Je voudrais faire de la Biélorussie un pays européen normal, un pays démocratique normal. Ma vision consiste à faire de la Biélorussie un parc de haute technologie. »
Lorsque Loukachenko demande à Tsepkalo de révéler lui-même la raison pour laquelle il a été renvoyé de la direction du Parc de haute technologie, celui-ci déclare avoir été mis à pied pour avoir ouvertement défendu Viktor Prokopénia (en) et d’autres entrepreneurs, incarcérés dans le cadre de leurs activités commerciales,.
Le philosophe biélorusse Vladimir Matskévitch a comparé la campagne de Tsepkalo à celle d’Alexandre Kazouline en 2006, lancée dans le seul but de gêner le pouvoir en place. Le politologue biélorusse Artyom Schreibman souligne les similarités entre les programmes politiques de Valéri Tsepkalo et de Viktor Babariko : tous deux promettent une modernisation globale de l’État et la libéralisation économique, un président comparable à un chef d'entreprise et ne pouvant exercer que deux mandats consécutifs, ainsi qu’une politique étrangère consensuelle,.
Afin de réunir les signatures nécessaire à l’enregistrement de sa campagne, Tsepkalo effectue une tournée dans les principales villes du pays, visite les permanences et rencontre les électeurs. Le 24 juin 2020, il annonce avoir réuni plus de 160 000 signatures, le seuil requis par le comité électoral central pour l’enregistrement étant de 100 000. Le 30 juin 2020, le comité annonce que seules 75 000 des signatures recueillies sont valides.
Le 24 juin 2020, Valéri Tsepkalo fuit avec ses deux fils en Russie après avoir été empêché de maintenir sa candidature et menacé de poursuites par les autorités. Ces dernières refusent de commenter la fuite de Tsepkalo.

## Opinions
Selon Valéri Tsepkalo, la propriété privée est à l'origine, non seulement d’un développement économique et social réussi, mais également de la liberté individuelle, de la dignité et de l’estime de soi. Il affirme que la liberté véritable dépend de la souveraineté économique. L’aspiration à la liberté économique et à l’indépendance individuelle est, selon lui, le principal vecteur d'évolution des civilisations.
Valéri Tsepkalo voit la propriété comme la manifestation tangible de la personnalité, la dimension principale de l’existence humaine, ainsi qu’une condition à la réalisation de son essence. Les gouvernements devraient donc avoir pour objectif de permettre aux citoyens d’atteindre la liberté économique, en tant qu’elle est condition de leur dignité.
Il déclare également que si la notion de propriété concerne uniquement la nourriture, l’habillement et le logement, elle est essentielle seulement à le reproduction de la vie, et n’est un moyen de satisfaire qu’aux besoins physiques des personnes. En revanche, envisagée comme la possession de terrain, d’action, de fonds, aussi bien que de connaissance ou de compétence, elle traduit la nature non plus biologique, mais sociale des individus. D’après Valéri Tsepkalo, la propriété privée donne la capacité de se refléter sur soi-même et sur la vie sociale, et la capacité de créer de nouveaux environnements — ces besoins sociaux étant selon lui nécessaires à la reconnaissance des valeurs que l’on possède et qui sont dignes de l’estime des autres.

## Vie privée
Il est marié à Veronika Tsepkalo. Le couple a deux enfants,.